# José Maria Pires
José Maria Pires, né le 15 mars 1919 à Córregos (Minas Gerais) et mort le 27 août 2017 à Belo Horizonte (Brésil), est un écrivain et archevêque catholique brésilien, archevêque de la Paraíba de 1965 à 1995 et le premier évêque noir de l'histoire de l'Église catholique au Brésil (en).

## Biographie
Né à Córregos, quartier de Conceição do Mato Dentro, en 1919, il entre au séminaire à l'âge de onze ans et est ordonné prêtre en 1941 à Diamantina. Nommé évêque d'Araçuaí le 25 mai 1957, il est consacré le 22 septembre suivant par l'archevêque José Newton de Almeida Baptista (pt). Le 2 décembre 1965, il est promu archevêque métropolite de la Paraíba.
Il a été membre de la Commission centrale de la conférence épiscopale brésilienne et président de la Commission épiscopale régionale du Nord-Est. Il était père conciliaire durant toutes les sessions du Concile Vatican II, et membre du groupe du Pacte des Catacombes, un document signé par un groupe de pères conciliaires qui se sont engagés à suivre un style de vie de pauvreté.
Atteint par la limite d'âge, il prend sa retraite le 29 novembre 1995. Il est diplômé "honoris causa" en 2013 à l'Université fédérale de Paraíba. Il décède à Belo Horizonte le 27 août 2017, à l'âge de 98 ans, d'une insuffisance respiratoire causée par une pneumonie.

## Évêque

### Devise épiscopale
« Scientiam salutis » (« Science du salut »)

## Œuvres
- 1983 : O grito de milhões de escravas: a cumplicidade do silêncio[3]
- 2014 : A cultura religiosa afro-brasileira e seu impacto na cultura universitária
- 2015 : Meditações diante da cruz
- 2016 : O sacerdote, imagem de Cristo